# Madeleine Dietz
Madeleine Dietz (* 1953 in Mannheim) ist eine deutsche Bildhauerin, Installationskünstlerin und Performancekünstlerin, die insbesondere für ihre Skulpturen aus Erde und Stahl bekannt geworden ist. Ihre minimalistischen Arbeiten behandeln Themen wie Erinnerung, Materialität und der Umgang mit der Natur. Madeleine Dietz lebt und arbeitet in Landau in der Pfalz.

## Biographie und künstlerische Entwicklung
Von 1970 bis 1974 absolvierte Madeleine Dietz ein Studium an der Werkkunstschule Mannheim (heute Technische Hochschule Mannheim). Zunächst begann sie ihre künstlerische Tätigkeit mit Videoarbeiten und Rauminstallationen. Durch die wegweisende Erfahrung während einer Sahara-Reise, bei der Dietz die Veränderung des Bodens während und nach einer Dürreperiode beobachtete, wurde ihre weitere künstlerische Arbeit maßgeblich geprägt. Der Kontrast zwischen trockener, rissiger Erde und neu aufkeimendem Leben wurde zu einem zentralen Motiv ihres Schaffens. Seit Mitte der 1980er-Jahre beschäftigt sich Dietz neben Videokunst, Bildhauerei und Installation zudem mit Lichtinstallationen und Performances, darunter die Performance „In Bearbeitung“ von 1993 im Mannheimer Kunstverein.
1996 erhielt sie ein Stipendium bei der Cité Internationale des Arts in Paris. Ein Jahr später wurde sie für das Gaststipendium der Villa Romana in Florenz eingeladen und erhielt 1998 ein Arbeitsstipendium in Houston (USA). Ab Mitte der 1990er-Jahre arbeitet Dietz auch zunehmend im öffentlichen Raum und schafft Denkmäler, Mahnmale und Arbeiten im sakralen Raum. Diese Werke und Installationen entwickelt sie bis heute aktiv weiter.
Von 1999 bis 2000 ging einer Lehrtätigkeit an der Hochschule der Bildenden Künste Saar in Saarbrücken nach. 2003 wurde ihr der Ernst Barlach Preis in Hamburg verliehen, wobei der Preis mit einer großen Einzelausstellung im Ernst-Barlach-Museum Hamburg-Wedel verbunden war. 2004 widmete sich Dietz zudem dem Medium der Radierung und arbeitete in der Radierwerkstatt Tristán Barbara in Barcelona. Während dieses Aufenthalts entstanden monumentale Radierungen, welche in ihrer Struktur an plastische Zeichnungen erinnern.
Madeleine Dietz war in zahlreichen Einzel- und Gruppenausstellungen sowie auf Kunstmessen und in Galerien vertreten. 2024 wurde ihr Werk mit dem Lebenswerkpreis für Bildende Kunst des Bezirksverbands Pfalz gewürdigt. Der Preis ist mit einer großen Retrospektive verbunden, die für 2026 geplant ist.

## Werk

### Skulpturen aus Erde und Stahl
Madeleine Dietz arbeitet mit vielfältigen Medien und Materialien. Dafür mischt sie Erde mit Wasser, streicht diese Masse entweder auf dem Boden oder direkt in einer stählernen Konstruktion aus und lässt sie trocknen. Die Erde bekommt mit der Zeit Risse und erhält so den gewünschten Effekt – Dietz bewegt sich in ihrer künstlerischen Technik demnach an der Schnittstelle von Kontrolle und Zufall. Für einige ihrer Arbeiten, wie z. B. „Kann Sein…“ von 1992/93 formt Dietz außerdem die nasse Erde zu Backsteinen, wobei sie diese nach dem Trocknungsprozess ihren Stahlkonstruktionen hinzufügt und die Skulptur dadurch räumlich und inhaltlich erweitert.
Die Kunsthistorikerin Ulrike Lorenz beschreibt in ihrem Essay „Erde und Stahl: Zur Existenz-Bildhauerei von Madeleine Dietz“ die künstlerische Bildsprache eben dieser Erd-Stahl Arbeiten mit den folgenden Worten: „Die postminimalistischen Räume von Madeleine Dietz verdichten sich in der konkreten Interaktion zwischen Betrachter und Skulptur zu Orten selbstbestimmten Handelns und leibhaftiger Erfahrung. (…) Angesiedelt ist sie im Spannungsfeld von Plastik und Installation, Objekt und Aktion, am Schnittpunkt von Material, Struktur und Raum. An den durchlässigen Grenzen zwischen Masse und Leere, Geometrie und Rhythmus insistiert die Künstlerin auf den klassischen Kernfragen und kontrapunktischen Kategorien von Skulptur als „qualitativer Physik“ (Octavio Paz). Einer Physik, die Raum nicht verdrängt, sondern ihn artikuliert und dabei den Ort, an dem sie ins Werk gesetzt wird, lebendig macht, ihm Charakter verleiht. Mehr noch, in ihrer Erd-Stahl-Dialektik stellt Madeleine Dietz den Begriff des Ortes als Schauplatz menschlicher Existenz überhaupt erst her.“

### Arbeiten im öffentlichen und sakralen Raum
Madeleine Dietz arbeitet auch intensiv im öffentlichen und sakralen Raum. Bekannt ist hier beispielsweise ihr Altar-Objekt 1997 zur documenta X in der Martinskirche (Kassel). Außerdem hatte Dietz mit ihrer Arbeit „side by side“ im Museum für Sepulkralkultur in Kassel 2007 parallel zur documenta XII in einem vierjährigen Prozess mit Hilfe von Regierungen, Institutionen, Privatpersonen und Unterstützenden Friedhofserde aus nahezu allen Ländern dieser Erde zusammengetragen und zu einem Kunstprojekt zusammengeführt hat. 2020 schaffte sie mit ihrer Installation „Entfestung“, welche aus Stahlplatten, Erde und Digitaldrucken einer Felsenlandschaft besteht, gleichzeitig einen Erinnerungsort und ein historisches Mahnmal im ehemaligen KZ Osthofen.
Seit einigen Jahren hat Dietz auch die Malerei für sich entdeckt, wobei sie ihrer Materialverbundenheit treu bleibt und mit Erde sowie dem Pigment verbrannter Weinreben auf Leinwand malt.

### Auszeichnungen
- 1992 Daniel-Henry-Kahnweiler-Preis für Bildhauerei und Plastik.
- 1996 Cité Internationale des Arts Paris, Stipendium des Landes Rheinland-Pfalz
- 1997 Florenz, Villa Romana, Gaststipendium
- 2003 Ernst Barlach Preis
- 2013 Kulturpreis Kunst und Ethos, Verlag Schnell und Steiner, Regensburg
- 2024 Pfalzpreis für Lebenswerk des Bezirksverbandes Rheinland-Pfalz

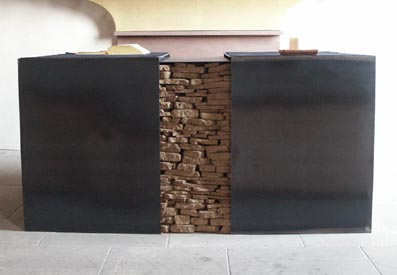
Worms-Hochheim, BergkircheAltar 3-teiligStahl/Erdstücke2001

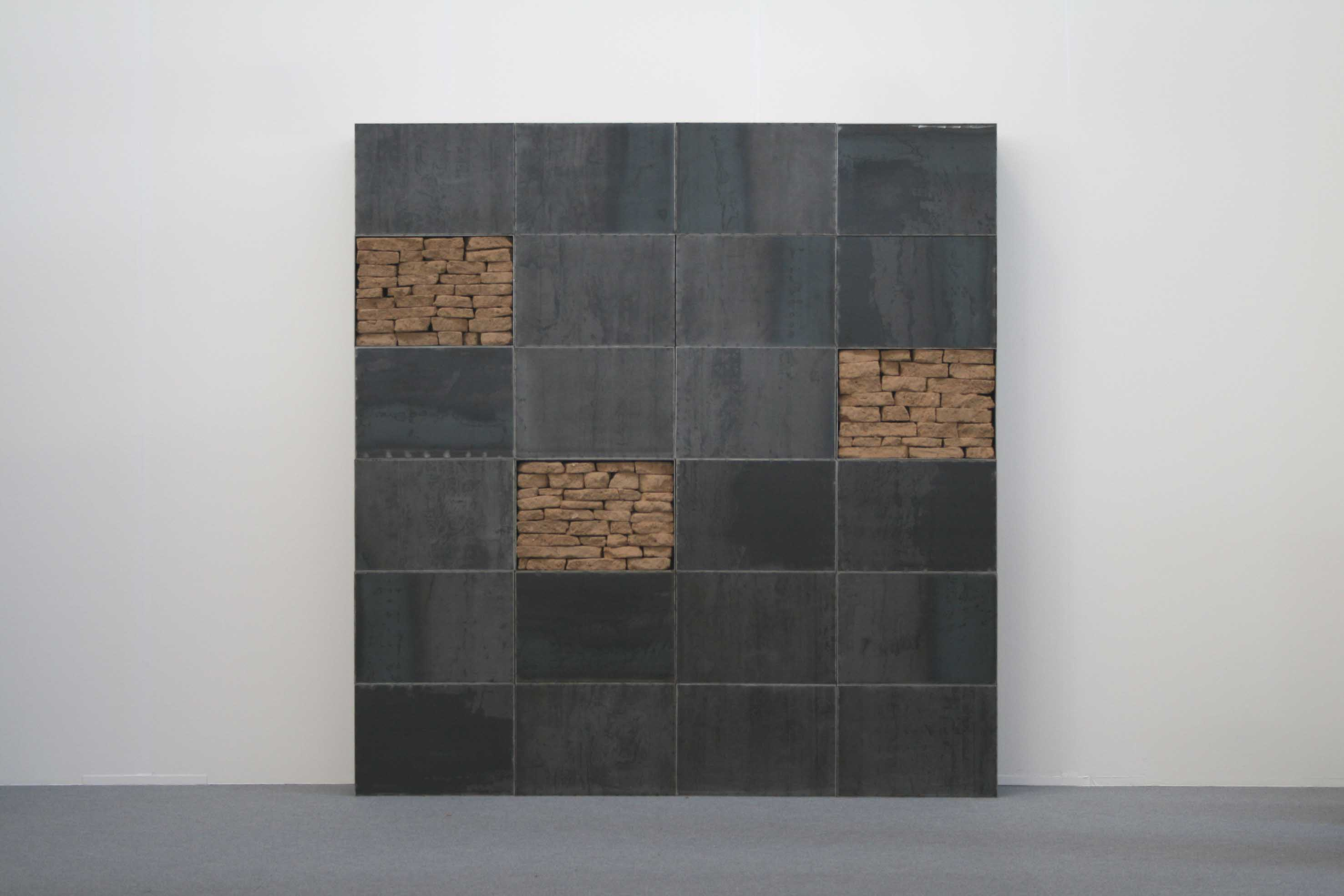
210 × 200 × 25 cm Stahl/Erdstücke2006

### Projekte, Skulpturen und permanente Installationen
- 1993 Projekt „Kirchgänge“ in Landau
- 1998 „Schatzkästchen“, Luisenpark Mannheim[1]
- 1999 Feldgarten, mit Ulrike Hullmann und Thomas Kocheisen, im Tal (Skulpturenpark) zwischen Hasselbach und Werkhausen[2]
- 2007 Projekt „Side by side“ Museum für Sepulkralkultur, Kassel
- 2008 Projekt „Friedenszeichen“, Friedhof der Stadt Engen
- 2009 Projekt „Erdurnen - Columbarium“ Bad Dürkheim, Klosterkirche
- 2012 Lager Mühlau, Tuttlingen 2013 Skulptur für Thomas Nast, Landau
- 2014 TOR, Christlicher Pavillon Landau
- 2017 Gedenkort Lübecker Märtyrer, Johannes Prassek Osnabrück
- 2017 Kolumbarium Kloster Kirchberg
- 2021 Kolumbarium Webenheim bei Blieskastel
- 2022 Friedhof Regensburg, Skulptur KEIN BRUNNEN
- 2023 Denkmal Otto Hörner, Ettlingen

### Einzelausstellungen (Auswahl)
- 1989 Heidelberg: Heidelberger Kunstverein, „Leben geben“
- 1991 Stuttgart: Hospitalhof Stuttgart
- 1996 Bochum: Museum Bochum: „Konkretum - Abstraktum“ (m. M. Eicher)
- 1996 Wiesbaden: Museum Wiesbaden, „280 Tage“
- 1999 Paderborn: Abdinghofkirche, „Korrespondenzen“
- 2000 Mannheim: Kunsthalle Mannheim, „Konvertibel“
- 2001 Bremen: Gerhard-Marcks-Haus, „Terra“
- 2002 Houston (Texas): Galerie Sonja Roesch
- 2002 Halle: Galerie Moritzburg, „Einmal noch das Meer sehen“
- 2003 München, DG Deutsche Gesellschaft für christliche Kunst e.V., „Kein Wesen kann zu nichts zerfallen“
- 2003 Hamburg-Wedel: Ausstellung im Ernst-Barlach-Museum zum Ernst-Barlach-Preis[3]
- 2004 Agathenburg, Schloss Agathenburg
- 2005 Würzburg: Museum im Kulturspeicher, „Über der Erde die Sonne“
- 2006 Madrid: Galeria La Caja Negra, „Kann sein“
- 2006 Mannheim: Galerie Sebastian Fath Contemporary
- 2006 Stuttgart: Galerie Harthan
- 2007 Berlin: Galerie Georg Nothelfer
- 2007 Kassel: Museum für Sepulkralkultur, Begleitveranstaltung zur documenta 12, side-by-side
- 2008 Trier: Dom Kreuzgang, „In Würde sein“
- 2009 Buchholz, Kunstverein Buchholz, „Hier ist Niemand“
- 2010 Baltimore: Galerie C. Grimaldis, „Elements“
- 2011 Thessaloniki: Macedonian Museum of Contemporary Art (mit Annette Sauermann)
- 2012 Berlin: Galerie Georg Nothelfer
- 2013 Houston (Texas): Galerie Sonja Roesch
- 2014 Ulm: Museum Ulm, „Weg und Ort“
- 2015 Stuttgart: Galerie Harthan
- 2016 Berlin: Galerie Hollinger + Galerie G. Nothelfer
- 2017 Berlin: Galerie Nothelfer
- 2018/19 Mainz: Landesmuseum, als Interventionen in der Dauerausstellung und im Innenhof: „Madeleine Dietz: Korrespondenzen Skulpturen, Installationen, Malerei“
- 2019 Osthofen: KZ Osthofen, Erinnerungsstätte, „Kunst trotz(t) Ausgrenzung“
- 2020 Speyer: Städtische Galerie Speyer, „Singen und Klagen“
- 2022 Düsseldorf: Galerie Franz Swetec, „Verbergen – Entbergen“

### Ausstellungsbeteiligungen (Auswahl)
- 1992 London: Wall Hall University, Bildhauersymposium
- 1993 Zielona Góra (PL): V. Biennale of New Art
- 1999 Aachen: Ludwig Forum, „Natural Reality“
- 2004 Hamburg-Wedel: Ernst-Barlach-Museum, Sammlung Reinking, „Da Sein“
- 2005 Barcelona: Galerie Hartmann, Tristán Barbara Editions, „Grand Dimensiones“
- 2006 Hörstel: Kunsthaus Kloster Gravenhorst, „Memoria“
- 2007 Berlin: Galerie Nothelfer, „grand cru d'árt“
- 2009 Berlin: Sammlung Marli-Hoppe Ritter, Landesvertretung Bad. Württemberg
- 2011 Bingen: Schönheit und Natur am Rheinkilometer 529
- 2011 Koblenz: Bundesgartenschau Koblenz, Festung Ehrenbreitstein, Festungskirche
- 2011: ARCO Madrid, ART Basel, ART Cologne, Galerie Nothelfer, Berlin
- 2011 ART Miami, Galerie C. Grimaldis, Baltimore
- 2012 Berlin: Deutscher Künstlerbund, Berlin, „Blätterwald oder Die Quintessenz des Buches“[4]
- 2012 Schussenried: Neues Kloster Bad Schussenried, Kunststiftung BC pro arte, „Ewigkeit“
- 2013 Graz, Museum der Minoriten, „Seelenwäsche“
- 2014 Remagen: Arp Museum Bahnhof Rolandseck, Macht. Wahn. Vision. Rapunzel & Co.
- 2015 Landau: Villa Streccius, „Stille Zeichen“
- 2014 Hamburg: Museum für Völkerkunde Hamburg, Sammlung Reinking, „Beyond Melancholia“
- 2014 Bremen: Museum Weserburg Bremen, Sammlung Reinking
- Kunstverein Wilhelmshöhe Ettlingen, Stahlplastik in Deutschland
- 2022 Germersheim: Kunstverein Germersheim 40 Jahre
- 2023 Mannheim: Kunsthalle Mannheim, „Woman only“
- 2023 Hamburg: Woods Art Institut, Sammlung Reinking, „homo ludens“
- 2025 Ludwigshafen: Wilhelm-Hack-Museum, „Our voices. 75 Jahre Deutscher Künstlerbund“

## Galerien
- Galerie Franz Swetec, Düsseldorf
- Galerie Georg Nothelfer, Berlin
- Galerie Angelika Harthan, Stuttgart
- Galerie Sonja Roesch, Houston TX
- Galerie Sebastian Fath Contemporary, Mannheim
- Galerie Vayhinger, Radolfzell
- Galerie C. Grimaldis, Baltimore
- Galerie Linde Hollinger, Ladenburg
- Galerie Peter Lindner, Wien
- Galerie Dagmar Rehberg, Horn
- Galerie Rottloff, Karlsruhe
- Galerie Ruppert, Landau
- Galerie Stahlberger, Weil a. Rhein